# جوليا دينز
جوليا دينز (بالإنجليزية: Julia Deans)‏ هي كاتبة غنائية ومغنية نيوزيلندية، ولدت في 27 أغسطس 1974.